# 大阪市立矢田小学校・矢田南中学校
大阪市立矢田小学校・矢田南中学校（おおさかしりつ やたしょうがっこう・やたみなみちゅうがっこう）は、大阪府東住吉区にある公立小中一貫校。愛称はやたなか小中一貫校（やたなかしょうちゅういっかんこう）。

## 沿革
1873年に丹北郡5ヶ村学校組合を設置して、当時の住道村（1889年の町村制施行で矢田村）に堺県河内国第三十三番小学校を開設したことが、学校の始まりとなっている。翌1874年には通学距離の関係から、瓜破地区の2か村（東瓜破村・西瓜破村）が校区から分離し、堺県河内国第七十六番小学校（現在の大阪市立瓜破小学校）が発足している。
第三十三番小学校は住道（すんじ）小学校と称したが、1916年に村の名前をとった矢田尋常小学校へと改称した。
1934年9月21日には、室戸台風による暴風雨に襲われた。木造校舎の倒壊を恐れた校長は、児童約500人を校庭に座らせる措置を採ったため、児童を迎えに来た保護者から猛抗議を受けることとなった。しかし、結果的に校舎のほとんどが強風により倒壊。府下の小学校で多くの犠牲者が出たが、矢田小学校からは死傷者は出なかった。
国民学校令による中河内郡矢田国民学校への改称（1941年）を経て、1947年の学制改革により矢田村立小学校となった。
矢田村は1955年4月3日に大阪市（東住吉区）に編入された。これに伴い同日付で大阪市立矢田小学校へと改称している。
1970年代には地域の宅地化に伴う児童数増加により、矢田東小学校・矢田西小学校の2校が相次いで分離開校している。
また中学校については、1970年に大阪市立矢田中学校から分離開校した。

### 小中一貫校
大阪市は2010年8月、矢田小学校および矢田南中学校を施設一体型小中一貫校に改編する計画を発表した。
小中一貫校は大阪市立矢田小学校・矢田南中学校の正式名称はそのまま、愛称を「やたなか小中一貫校」として、矢田小学校を矢田南中学校の敷地内に移転させる形で、2012年度に改編設置された。大阪市で初めて設置された施設一体型小中一貫校でもある。
矢田小学校の旧敷地（大阪市東住吉区矢田5丁目1番22号北緯34度36分6.8秒 東経135度31分41.6秒 / 北緯34.601889度 東経135.528222度）には、2013年度に大阪市立東住吉特別支援学校（2016年度より大阪府立東住吉支援学校に改称）が開校した。

### 年表
- 1873年 - 堺県河内国第三十三番小学校として開校。
- 1874年9月7日 - 堺県河内国第七十六番小学校（現在の大阪市立瓜破小学校）を分離。
- 1875年 - 丹北郡住道小学校と改称。
- 1887年 - 丹北郡住道尋常小学校と改称。
- 1888年 - 丹北郡住道簡易小学校に改編。
- 1893年 - 丹北郡住道尋常小学校に再改編。
- 1896年 - 郡の合併により、中河内郡住道尋常小学校と称する。
- 1916年 - 中河内郡矢田尋常小学校と改称。
- 1927年 - 高等科を併設。中河内郡矢田尋常高等小学校と改称。
- 1934年9月21日 - 室戸台風で校舎倒壊。
- 1941年4月1日 - 国民学校令により、中河内郡矢田国民学校と改称。
- 1947年4月1日 - 学制改革により、矢田村立小学校と改称。
- 1955年4月3日 - 矢田村が大阪市に編入したことに伴い、大阪市立矢田小学校と改称。
- 1966年 - 分校（のちの大阪市立矢田東小学校）を開設。
- 1970年4月1日 - 大阪市立矢田南中学校か開校。矢田小学校分校が大阪市立矢田東小学校として独立開校。矢田小学校西分校（のちの大阪市立矢田西小学校）を開設。
- 1972年4月1日 - 矢田小学校西分校が大阪市立矢田西小学校として独立開校。
- 2012年 - 小中一貫校「やたなか小中一貫校」として出発。小学校敷地が中学校敷地内に移転。

## 通学区域
- 大阪市東住吉区 矢田1丁目-7丁目の全域、および住道矢田3丁目1・2番のうち市営住宅。（小中学校とも共通）
- 2014年度より大阪市全域からの希望者受付もおこなっている[4]。

## 交通
- 近鉄南大阪線 矢田駅 南西へ約500m。